# Sergej Kolesnikov
Sergej Kolesnikov (* 1948, Leningrad) je ruský podnikatel a whistleblower. Od roku 2010 žije v exilu.
V širší známost vešel otevřeným dopisem, který v prosinci 2010 napsal tehdejšímu prezidentovi Ruska Dmitriji Medveděvovi. Díky obsahu dopisu se tehdy poprvé začalo mluvit o výstavbě luxusní rezidence v Gelendžiku na pobřeží Černého moře, dnes známé jako Putinův palác, a jejím napojení na prezidenta Vladimira Putina. Stavba přitom má být financována na základě komplikovaného korupčního schématu.

## Život
V roce 1992 Kolesnikov spoluzaložil akciovou společnost Petromed, která se zabývala výrobou a výstavbou pro zdravotnictví. V roce 2000 Nikolaj Šamalov, přítel Vladimira Putina, učinil Petromedu nabídku financování významných zdravotnických zakázek v Petrohradě a okolí. Desítky milionů dolarů, které podle Šamalova pocházely od „štědrých oligarchů“, však měly přijít pod jednou podmínkou - že Petromed převede 35 % financí na účty v zahraničí. Vedení firmy Šamalov řekl, že tyto peníze se do Ruska vrátí, aby „byly investovány do ruské ekonomiky pod Putinovým přímým dohledem“. Podle Kolesnikova je ale právě tímto způsobem financována výstavba Putinova paláce.
Původně byl tento luxusní komplex podle něj prezentován jako „wellness centrum“, ale během let začalo být zřejmé, že Putin jej pravidelně navštěvuje, aby dohlédl na jeho výstavbu a vybavení. V roce 2009 byl Kolesnikov informován, že stavební materiály jsou nelegálně přiváženy a platby probíhají v hotovosti. Když řekl Šamalovi, že s těmito praktikami nesouhlasí, byl z projektu okamžitě vyloučen.
V roce 2010 napsal v této věci otevřený dopis tehdejšímu prezidentovi Ruska Dmitriji Medveděvovi, v jehož důsledku se o korupci v okruhu Vladimira Putina začala zajímat média. Od téhož roku žije Kolesnikov v exilu.